# Lenarchus crassus
Lenarchus crassus är en nattsländeart som först beskrevs av Banks 1920.  Lenarchus crassus ingår i släktet Lenarchus och familjen husmasknattsländor. Inga underarter finns listade i Catalogue of Life.